# Државни путеви IБ реда
Државни путеви IБ реда су подкласа државних путева I реда, који саобраћајно повезују територију државе са мрежом европских путева, територију државе са територијом суседних држава, целокупну територију државе, и привредно значајна насеља.

## Брзи путеви
Предвиђено је да се поједине деонице следећих државних путева IБ реда надограде у профил брзог пута или, пак, буду замењене новим трасама у профилу брзог пута.

### 10
На овом путу је изграђен брзи пут на деоници Београд - Панчево у дужини од 7,7 .

### 21
Предвиђено је да део овог пута од Новог Сада до Шапца буде изграђен у профилу брзог пута. Дужина брзог пута биће око 60 . Потписан је предуговор за део од Руме до Новог Сада. Изградња у току.

### 24
Предвиђено је да цела траса пута од Баточине до Мрчајеваца, у дужини од око 75 , буде брзи пут. До сада је изграђено 24  брзог пута од Баточине до Крагујевца. У плану је наставак изградње потпуно нове трасе брзог пута, градњом северне обилазнице око Крагујевца, даље према Книћу и Мрчајевцима, дужине око 50 .

### 26
Део овог пута од Шапца до Лознице у дужини од 55  би требало да постане брзи пут. Изградња у току.

### 33-34
Предвиђено је да се на овим путевима уради брзи пут са три коловозне траке у оба смера и да тај пут буде најбржи у Србији са ограничењем 100 . Тај пут класе IБ је државни пут Београд-Пожаревац-Голубац. Дужина брзог пута биће око 100 . Овај брзи пут имаће великог значаја за Браничевски округ. Овај брзи пут биће сличан ауто-путу само што ће бити друга подлога асфалта да не би било неравнина. Данас је саграђено око 79 .

### 35
Према Генералном мастер плану саобраћаја у Србији, предвиђено је да деоница овог пута што спада под европски пут  од Кладова до Ниша, буде брзи пут.
Деонице од Ниша до Приштине, што спада под европски пут  и од Приштине до Врбнице, на граници са Албанијом Е851, предвиђено је да чине ауто-пут.

До сада је изграђен део од Врбнице до Малишева, као ауто-пут „R7”. Уместо преко Штимља, северно од Малишева пружа се брзи пут, до Слатине и петље Косово Поље, затим, као ауто-пут „R7” до Девет Југовића, те профила 2+2 градске саобраћајнице кроз Подујево.
Деоница дуга 5 , од петље Мерошина до Александрова, и ако 1+1, третирана је као брзи пут, с ограничењем од 100 , тренутно је у процесу претварања у полу-ауто-пут, 1+1, са зауставним тракама.
Деоница пута 35, од петље Мерошина до петље Малча, се преклапа са већ постојећим ауто-путевима, А1 и А4.

### 36
Предвиђено је да паралелно са трасом државног пута број 36 од Параћина до Зајечара и границе са Бугарском буде изграђен брзи пут који ће бити вођен новом трасом. Постоји могућност и да нови пут буде изграђен у профилу ауто-пута. Његова дужина биће 95 .